# Preemptive Strike
Preemptive Strike – kompilacja nagrań DJ-a Shadowa, amerykańskiego muzyka trip hopowego, wydana w 1998 roku przez Mo' Wax. Jest to zbiór utworów wydawanych w latach 1991-1997, w większości składających się wyłącznie z sampli.

## Lista utworów
1. "Strike 1" – 0:26
2. "In/Flux" – 12:12
3. "Hindsight" – 6:52
4. "Strike 2" – 0:15
5. "What Does Your Soul Look Like (Part 2)" – 13:51
6. "What Does Your Soul Look Like (Part 3)" – 5:12
7. "What Does Your Soul Look Like (Part 4)" – 7:12
8. "What Does Your Soul Look Like (Part 1)" – 6:21
9. "Strike 3 (And I'm Out)" – 0:26
10. "High Noon" – 3:57
11. "Organ Donor (Extended Overhaul)" – 4:26

## Inne wydania
Przy pierwszym wydaniu na drugim dysku zamieszczono "megamix" utworów DJ-a Shadowa pod tytułem "Camel Bobsled Race (DJ Shadow Megamix)" (z gościnnym udziałem DJ-a Q-Berta.
Limitowana do 2000 kopii edycja japońska (wydana przez Toy Factory) miała zupełnie inne opakowanie i kolejność utworów. Zawierała także 2 dodatkowe utwory "The Number Song (Cut Chemist Remix)" i remiks utworu Depeche Mode "Painkiller (Kill The Pain Mix)".
Na wersji winylowej pominięto "Strike 1", Strike 2" i "Strike 3", więc lista utworów prezentowała się następująco:
1. "In/Flux"
2. "Hindsight"
3. "High Noon"
4. "Organ Donor (Extended Overhaul)"
5. "What Does Your Soul Look Like" (Part 2)"
6. "What Does Your Soul Look Like" (Part 3)"
7. "What Does Your Soul Look Like" (Part 4)"
8. "What Does Your Soul Look Like" (Part 1)"

## Sample
In/Flux
- "Listen" and "Part-e,s" by The Watts Prophets
- "Energy" and "Bad Tune" by Earth, Wind & Fire
- "Footprints" by A Tribe Called Quest
- "Number One" by Jimmy Smith
- "Carry On Brother" and "Turbulence" by Eddie Harris
- "Never Can Say Goodbye" by David T. Walker
- "Howling For Judy" by Jeremy Steig
- "Twinkles" by Chase
- "Good Old Music" by Funkadelic
- "Discovery" by Alan Ross
- "Swing Low Sweet Cadillac" by Dizzy Gillespie
- "Music Man" by Abel
- "New York City: The Bitter End" by Franklin Ajaye
- "Chippin" by Melvin Van Peebles
- "The Loud Minority" by Frank Foster
- "De System" by Mutabaruka
- "Social Narcotics" by Bama The Village Poet
- "Souled Out" by James Wesley Jackson
- "Learning To Live" by Dick Gregory

Hindsight
- "The Landlord" by Al Kooper
- "We Live in Brooklyn Baby" and "He's a Superstar" by Roy Ayers
- "Mahdi (The Expected One)" by Tower of Power
- "Barnes Shoots Elias" ze ścieżki dźwiękowej do filmu "Pluton" by Vancouver Symphony Orchestra
- "Hot Rock Soundtrack" by Quincy Jones
- Słowa z filmu Gwiezdne wojny: część IV – Nowa nadzieja

What Does Your Soul Look Like (Part 2)
- "Edge of Time" by The Growing Concern
- "War of the Gods" by Billy Paul
- "Girl on the Moon" by Foreigner
- "Take Three and C" by Drum Session
- "Webb of Jim Collage (MacArthur Park/Yard Went On Forever)" by Mystic Moods
- "The Yard Went on Forever" by Richard Harris
- Słowa z filmu Brainstorm
- Słowa z filmu Johnny Got His Gun
- Słowa i efekty dźwiękowe z filmu George'a Lucasa THX 1138

What Does Your Soul Look Like (Part 3)
- "Twin City Prayer" by Hollins and Starr
- "It's a New Day" by Skull Snaps
- Słowa Williama Hurta z filmu Altered States

What Does Your Soul Look Like (Part 4)
- "The Vision and the Voice Part 1 - The Vision" by Flying Island
- Słowa mówione Billy'ego Zane'a z filmu Dead Calm
- "Monica" by The People's People
- "Numbers" by Kraftwerk

What Does Your Soul Look Like (Part 1)
- "The Voice Of The Saxophone" by Heath Brothers
- "Joe Splivingates" by David Young
- "All Our Love" by Shawn Phillips
- "Edge Of Time" by The Growing Concern
- Słowa mówione Williama Hurta z filmu Altered States
- Słowa z filmu Westworld

High Noon
- "The Answer Is No" by Giant Crab
- "Flashing" and "Day Tripper" by Jimi Hendrix
- "Airborne" by Michael Garrison

Organ Donor (Extended Overhaul)
- "Tears" by Giorgio
- "Judy Goes on Holiday" by Supersister
- "Change le Beat" by B-Side and Fab Five Freddy